# NGC 3454
NGC 3454 је спирална галаксија у сазвежђу Лав која се налази на NGC листи објеката дубоког неба.
Деклинација објекта је + 17° 20' 37" а ректасцензија 10h 54m 29,4s. Привидна величина (магнитуда) објекта NGC 3454 износи 13,3 а фотографска магнитуда 14,0. Налази се на удаљености од 21,3000 милиона парсека од Сунца. NGC 3454 је још познат и под ознакама UGC 6026, MCG 3-28-30, CGCG 95-60, FGC 1155, KCPG 257A, PGC 32763.